# 南平州 (调露)
南平州，中国古代的州。
唐朝置羁縻州，唐高宗调露元年（679年）分武定州置南平州，治所在今越南宣光省宣光市，属交州都督府。永隆二年（681年）属安南都护府，至德二载（757年）属镇南都护府。永泰二年（766年）属安南都护府。咸通五年（864年）属容管经略使。咸通七年（866年）属安南都护府。后废。